# Anthony Marra
Anthony Marra est un écrivain californien.

## Biographie
Anthony Marra est diplômé de l'université du Sud de la Californie et, depuis 2011 il enseigne à l'université Stanford.

## Œuvres
- The Wolves of Bilaya Forest, (2012)
- Une Constellation de phénomènes vitaux, A Constellation of Vital Phenomena, (2013)
- The Tsar of Love and Techno: Stories, (2015)